# Rivière Lociane
La rivière Lociane parfois dénommée rivière L'Océane est un cours d'eau qui coule à Haïti dans le Département du Centre. Elle est un affluent du fleuve Artibonite.

## Géographie
La rivière prend sa source dans le Massif du Nord puis s'oriente vers le Sud. Elle reçoit les eaux des rivières Victorine à la hauteur de la ville de Cerca-la-Source.
Après un parcours d'environ 45 kilomètres, la rivière Lociane se jette dans le fleuve Artibonite à proximité de la frontière entre Haïti et la République dominicaine.
La rivière Lociane fertilise les plaines centrales d'Haïti. La rivière traverse la ville de Cerca-la-Source.